# Born to Be Wild
Born to Be Wild je píseň, kterou napsal Mars Bonfire a nahrála skupina Steppenwolf, singl byl vydán v roce 1968. Skladba je popisována jako první heavy metalová píseň. Píseň byla použita i ve filmu Bezstarostná jízda (Easy Rider) v roce 1969.

## Cover verze
Píseň předělalo mnoho umělců, mezi které patří i:
- Rose Tattoo
- The Cult
- INXS
- Blue Öyster Cult
- Status Quo
- Ozzy Osbourne
- Link Wray
- další